# Eurodryas turbida
Eurodryas turbida är en fjärilsart som beskrevs av Gelin och Lucas 1912. Eurodryas turbida ingår i släktet Eurodryas och familjen praktfjärilar. Inga underarter finns listade i Catalogue of Life.